# 立正幼稚園 (田辺市)
立正幼稚園（りっしょうようちえん）は、和歌山県田辺市にある、学校法人立正学園が運営する仏教系の私立の幼稚園で認定こども園。

## 概要
対象年齢は0歳～5歳児。
給食制度を採用し、園内で給食を作っている。

## 沿革
- 1955年7月、立正学園として初代理事長兼園長の青木泰秀が創立
- 1968年3月、学校法人立正学園立正幼稚園に改組
- 2002年3月、新園舎完成
- 2015年3月、開園60周年。認定こども園へ移行。0歳児・1歳児・2歳児園舎完成

### 経営陣
- 園長＝中谷泰子
- 教頭=酒井弘美

## その他
卒園児を対象とした学童保育「立正はすの花学童クラブ」も運営している。
送迎バス5台で園児の送迎を行っている。